# Масланткеринг
Масланткеринг (нидерл. Maeslantkering) или барьер Маслант — штормовой барьер в рукаве Ньиве-Ватервег дельты Рейна, расположен между голландскими городами Хук-ван-Холланд и Маасслёйс. Барьер выполнен в виде ворот, закрывающихся в случае шторма. Завершённый в 1997 году Масланткеринг является одним из сооружений, созданных в рамках проекта «Дельта».
Барьер Масланткеринг является одним из самых крупных движущихся сооружений на Земле наряду с Грин-Бэнкским телескопом в США и экскаватором Bagger 288 в Германии.

## Выбор плана
Создание Масланткеринга входило в проект «Europoortkering» по защите гавани Роттердама, Европорта, а также окружающих городов и земель от наводнений (последний этап проекта «Дельта»). Изначально планировалось усилить существующие дамбы, идущие на 50 км вглубь материка, однако в 1980-х годах стало понятно, что для осуществления этой задумки потребуется около 30 лет и большие денежные вложения. Это также привело бы к уничтожению исторических центров городов, некоторые из которых были построены четыре столетия назад. Поэтому Министерство водных путей и общественных работ организовало конкурс на создание лучшего плана по созданию надёжного и относительно недорогого решения. Всего было подано шесть заявок.
Расположение барьера в русле Ньиве-Ватервег накладывало значительные ограничения на его конструкцию, поскольку по этому водному пути проходил основной маршрут в порт Роттердама — крупнейший в мире порт того времени. По этой причине нельзя было использовать конструкцию, подобную барьеру на Восточной Шельде или барьеру на Темзе, поскольку она препятствовала бы судоходству.
Получивший одобрение комиссии план заключался в создании двух крупных плавучих ворот, створки которых имели вид круговых секторов и располагались на двух берегах напротив друг друга. Существенным преимуществом данного варианта было то, что как строительство, так и текущее обслуживание могло вестись в сухих доках и никакие существенные части конструкции не находились под водой. Кроме того, никаких препятствий для проходящих кораблей такой тип барьера не привносил.

## Строительство
Постройка барьера началась в 1991 году. В первую очередь на берегах были построены два сухих дока, а также опорная платформа, проходящая по дну Ньиве-Ватервега. В доках были построены 210-метровые стальные створки ворот высотой 22 метра, после чего к ним были прикреплены 237-метровые фермы. Для сравнения — высота Эйфелевой башни составляет 300 м, однако вес каждой из створок барьера превышает вес всей парижской достопримечательности в два раза. Основной задачей таких опор является перераспределение сил, действующих на барьер в закрытом положении, на точки крепления. При открытии или закрытии ворот крепление работает как шаровой шарнир, подобно руке или бедру человека. Крепления были сделаны чешской компанией Шкода Холдинг и являются крупнейшими шаровыми шарнирами в мире — диаметр каждого из них составляет 10 м, а вес — 680 тонн.
После шести лет строительства, 10 мая 1997 года, барьер был введён в строй в присутствии королевы Беатрикс. Из 660 млн евро, выделенных на проект «Europoortkering», 450 млн было потрачено на строительство Масланткеринга.

## Эксплуатация
Масланткеринг представляет собой судоходный канал длиной 380 м, шириной 360 м и глубиной 17 м, который в случае наводнения перекрывается затворами-батопортами. Барьер управляется автоматизированной системой, которая отслеживает уровень моря и состояние погоды. При нормальных условиях батопорты спрятаны в доках, находящихся на обоих берегах, и корабли без проблем проплывают по 360-метровому рукаву. В случае, когда в Роттердаме ожидается подъём воды на более чем 3 м, барьер автоматически закрывается. Процедура начинается за 4 часа до самого закрытия ворот, корабли информируются о закрытии прохода. За два часа перед закрытием трафик по Ньиве-Ватервегу прекращается. Когда до закрытия остаётся 30 минут, в доки начинает подаваться вода, и когда ворота начинают плавать, приводятся в действие два так называемых «локомобиля», сдвигающих створки. Когда расстояние между створками уменьшается до 1,5 м, пустоты внутри ворот начинают заполняться водой, что опускает их на опорную платформу, проходящую по дну реки. На случай длительного закрытия барьера предусмотрен механизм спуска воды Рейна — воздух закачивается в створки, они приподнимаются, и излишки воды вытекают в море.
Программное обеспечение для барьера написано на C++ и состоит из 200 тыс. строчек кода рабочей части и 250 тыс. строчек кода для систем симуляции.
Тестовые закрытия барьера производятся раз в год, как правило, в сентябре или октябре. Ожидается, что по причине шторма Масланткеринг будет закрываться, по крайней мере, один раз в 10 лет. Если учесть повышение уровня моря, то через 50 лет частота закрытия будет увеличена до одного раза в 5 лет. За первые десять лет службы барьер ни разу не закрывался из-за шторма.

### Шторм8 ноября2007 года
Для проверки функциональности барьера в реальных условиях пороговое значения уровня воды, при котором происходит автоматическое закрытие, было понижено с 3 м над нормальным амстердамским уровнем до 2,6 м в период штормов 2007 года. 8 ноября 2007 года на страны Северного моря обрушился шторм, который привёл к созданию условий, инициирующих процедуру закрытия барьера, и Масланткеринг был впервые закрыт по «боевой тревоге». Процесс закрытия начался в 23:10 по местному времени (CET) и закончился в 1 час ночи. Вновь открыт барьер был 9 ноября примерно в 18:00.
Барьеры Остерсхелдекеринг и Хартелкеринг в этот шторм также были закрыты, что позволило реализовать полную защиту побережья впервые с начала реализации проекта «Дельта».

### Шторм 21 декабря 2023 года
21 декабря 2023 года шторм Пиа вызвал паводок в Нидерландах. Впервые с ввода в эксплуатацию, штормовой барьер Масланткеринг закрылся полностью автоматически. Это также был второй случай, когда все шесть защитных барьеров от штормовых нагонов в Нидерландах закрылись во время шторма.

## Копии и дублёры
В парке миниатюр Мадуродам представлена рабочая версия барьера в масштабе 1:250. Её создание заняло 6 месяцев, в то время как строительство самого барьера — 6 лет. Ещё одна миниатюра имеется в туристическом центре рядом с Масланткерингом.
Другой судоходный канал — Каландканал, проходящий к югу от Ньиве-Ватервега — защищён барьером меньшего размера, который называется Хартелкеринг и располагается на 5 км дальше от побережья.